# Молот (газета)
«Молот» — российская информационно-аналитическа газета. Издаётся с 17 апреля (30 апреля по новому стилю) 1917 года («Наше знамя») в Ростове-на-Дону и распространяется по всей Ростовской области. Входит в состав АО «Дон-Медиа».
Выходит 2 раза в неделю, вторник — 8 полос, пятница — 16 полос.

## История газеты
С 1917 по апрель 1918 года газета называлась «Наше знамя». С 1918 по 1921 год называлась «Рабочая правда». С 1921 по 1924 годы называлась «Трудовой Дон». До роспуска КПСС газета «Молот» являлась печатным органом Ростовского обкома партии. «Молот» была единственной газетой, в редакцию которой входили собкоры по всей Ростовской области. 90 % тиража газеты «Молот» распространялось по подписке. В 20-е годы в редакции неоднократно бывал певец революции, великий поэт Владимир Маяковский. Во время Великой Отечественной войны «Молот» был единственным изданием Ростовской области, которое ни на день не прерывала свой выпуск. Газета отступала вместе с Красной Армией, лишь краткий срок издаваясь не на территории Дона, и наступала вместе с ней, освобождавшей нашу землю от фашистских захватчиков.
В «Молоте» на рубеже 1956-1957 годов параллельно с публикацией в «Правде» впервые был напечатан рассказ великого Михаила Шолохова «Судьба человека». А с 1960 года, по утверждению Соломона Гурвича, одного из организаторов творческих встреч в стенах редакции, начались «молотовские четверги» — заседания  интеллектуального клуба журналистов, работавших не только в редакции «Молота», но и в других ростовских газетах. В годы оттепели, получив покровительство тогдашнего главного редактора «Молота» Александра Суичмезова, они стали настолько частыми, что и сам Соломон Самуилович, «отлавливавший» знаменитостей и приводивший их на «четверги», часто путался, называя их количество. 
В конце 2014 года на базе редакции газеты «Молот» был образован правительственный холдинг «Дон-медиа». Телеканал «Южный регион Дон» был переименован в «ДОН 24» и вошел в структуру медиагруппы. Он начал вещание на территории Ростовской области 1 января 2016 года. В состав «Дон-медиа» также вошли одноименный пресс-центр, радиостанция «ФМ-на Дону» и информагентство DON24.RU.
В конце XX — начале XXI века «Молот» сменил несколько редакторов: газету возглавляли Ирина Тагирова, Геннадий Головко, Мария Карачевцева, Лидия Ртищева. В 2020 году главным редактором назначена Каролина Стрельцова. В 2022 году издание возродило легендарные «молотовские четверги» (встречи «без галстуков» с известными людьми), а по итогам третьего квартала 2023 года газета «Молот», не имея собственного сайта, вошла в ТОП-10 самых цитируемых средств массовой информации Ростовской области по версии «Медиалогии».
В 2025 году «Молот» победил в конкурсе «10 лучших газет России».

## О логотипе

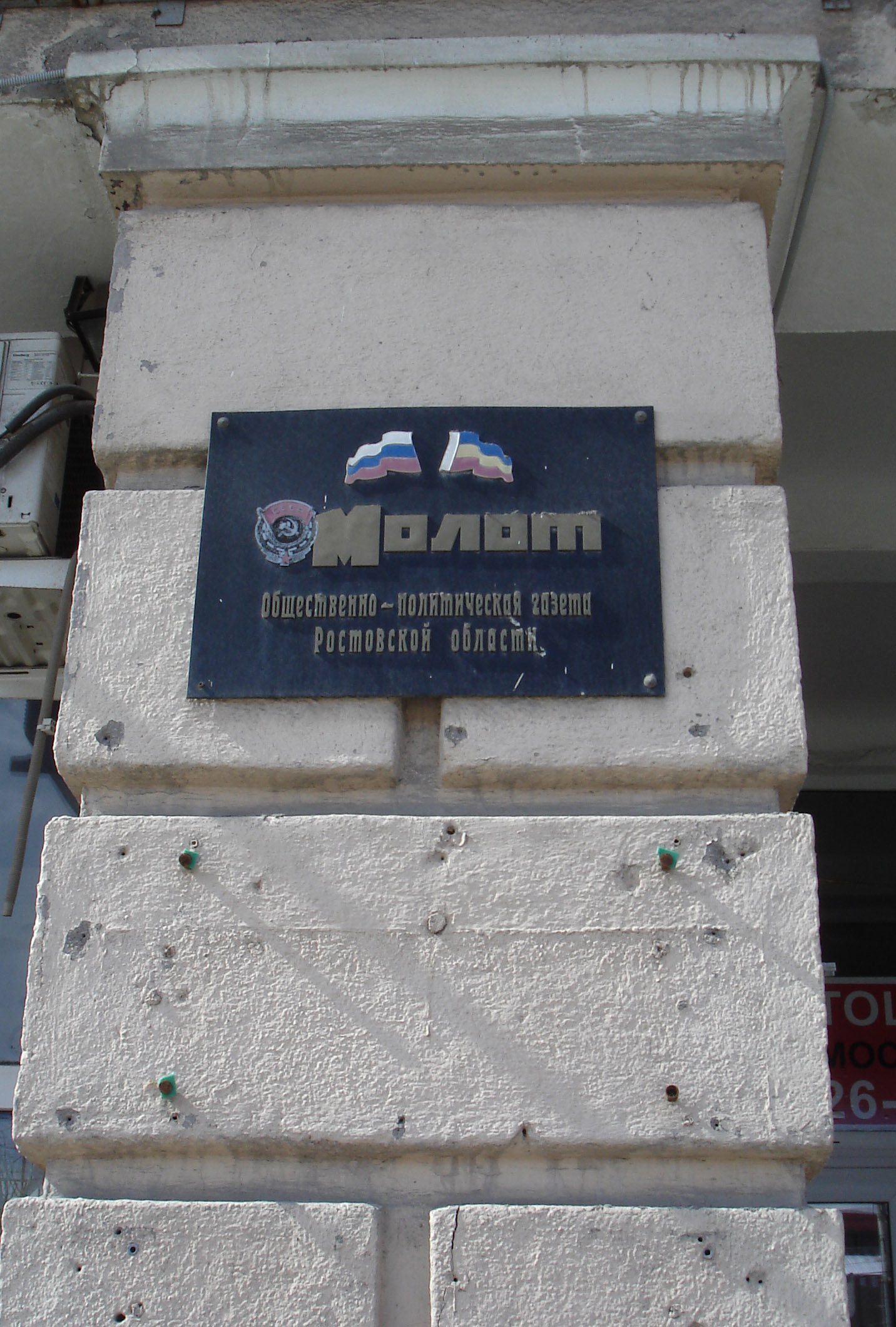
Инфорационная табличка на здании редакции

В 1924 году был образован Юго-Восточный (впоследствии Северо-Кавказский) край, и название «Трудовой Дон» не отвечало расширившемуся информационному полю газеты. Был объявлен конкурс на новое название, но его автором неожиданно стал Анастас Микоян, приехавший в Ростов по делам реорганизации края. «Назовите газету „Молот“, — сказал он, — чем плохо? Ведь мы с вами новую жизнь куём». Новое имя всем понравилось (тогда фокус-группы были не в ходу, поэтому просто оперировали эмоциональными понятиями «нравится — не нравится»), и был дан заказ нескольким художникам облечь название в соответствующую графику.
Автор сохранившегося до наших дней начертания (теперь это называют логотипом) — Иван Семенов, заведующий отделом иллюстрации газеты, в будущем народный художник СССР. Если повернуть название газеты вертикально, то увидишь молоток — просто, ёмко и уникально, в общем, по всем современным канонам визуализации. Не один редактор впоследствии задавался целью как-то видоизменить, улучшить шрифт заглавного слова, но потом возвращался к старому начертанию — лучше все равно не получалось.
По другим данным, автором логотипа является художник Александр Мытников, также работавший в редакции.

## Награды
- Орден Трудового Красного Знамени (1967 год).
- Диплом «10 лучших газет России» — за вклад в развитие визуальной модели российской прессы (2022 год).
- Журналист «Молота» Ирина Варламова победила во Всероссийском конкурсе журналистских работ «Поколение S» на премию имени Владислава Смирнова (1 место, 2023 год).
- Журналист «Молота» Вера Волошинова стала победителем Всероссийского конкурса на лучшую публикацию о газоснабжении и газификации в СМИ (1 место, 2024 год).
- Журналист «Молота» Виктория Головко победила в федеральном конкурсе «Вместе в цифровое будущее» (1 место, 2025 год).
- «Молот» победил в конкурсе «10 лучших газет России» (2025 год).

## Интересные факты
- Название газеты придумал Анастас Микоян, приезжавший по делам реорганизации края, и оно оказалось очень удачным, дожив до настоящего времени.[3]
- В 1945 году ЦК ВКП(б) принял постановление о мерах по улучшению областных газет «Молот» (г. Ростов-на-Дону), «Волжская коммуна» (г. Куйбышев) и «Курская правда». В частности[4],

Редакциям газет «Молот», «Волжская коммуна» и «Курская правда» предложено систематически печатать статьи по вопросам теории и истории большевистской партии, а также по вопросам экономики своей области, ответы на вопросы читателей, консультации, лучшие лекции, привлекать к участию в газете квалифицированных пропагандистов, освещать практику пропагандистской работы. Газеты должны уделять особое внимание вопросам коммунистического воспитания трудящихся и борьбы с пережитками и влиянием враждебной идеологии.

(«Культура и жизнь», 30 июля 1946 г.)

## Известные сотрудники

Памятная доска Соломону Гурвичу

- Вартанов, Валентин Георгиевич (1909—1937) — советский журналист, поэт.
- Вахтин, Борис Борисович (1907—1938) — советский журналист.
- Гурвич, Соломон Самуилович (1917—1997) — журналист и писатель.
- Олейников, Николай Макарович (1898—1937) — русский советский писатель, поэт, сценарист[5].
- Панова, Вера Фёдоровна (1905—1973) — советская писательница. Лауреат трёх Сталинских премий[6].
- Погодин, Николай Фёдорович (1900—1962) — советский сценарист и драматург, лауреат Ленинской и двух Сталинских премий[7].
- Суичмезов, Александр Михайлович (1911— 1986) — советский писатель, драматург, главный редактор газеты «Молот» и журнала «Дон». Заслуженный работник культуры РСФСР

## Тираж газеты
| Год       | 2001 | 2007  | 2008 | 2009 | 2010 | 2011 | 2012  | 2024  |
| Тенденция | ▼    | ▼     | ▼    | ▼    | ▼    | ▼    | ▼     | ▼     |
| Экз.      |      | 15000 |      |      |      |      | 11037 | 10000 |